# Creekside (Kentucky)
Creekside város az USA Kentucky államában, Jefferson megyében. Lakosainak száma 305 fő (2010. április 1.).

## Népesség
A település népességének változása:

| 2000 | 336 |
| 2010 | 305 |